# 1936年1月8日月食
1936年1月8日月食为一次在协调世界时1936年1月8日出現的月全食。該次月食半影食分為2.100、全影食分為1.022。偏食維持了102分，全食維持12分。

## 概述
這次月食的食分是7.24，偏食維持了102分，全食維持12分。

## 基本參數
- 類型：月全食
- 食甚資料：
  - 日期：1936年1月8日
  - 時間：18:10
  - 月球位置：赤經7.24度、赤緯21.9度
  - 食分：半影食分：2.100、全影食分：1.022
  - 持續時間：偏食102分、全食12分

## 外部連結
- NASA月食專頁（页面存档备份，存于）（英文）